# Морские бактериофаги

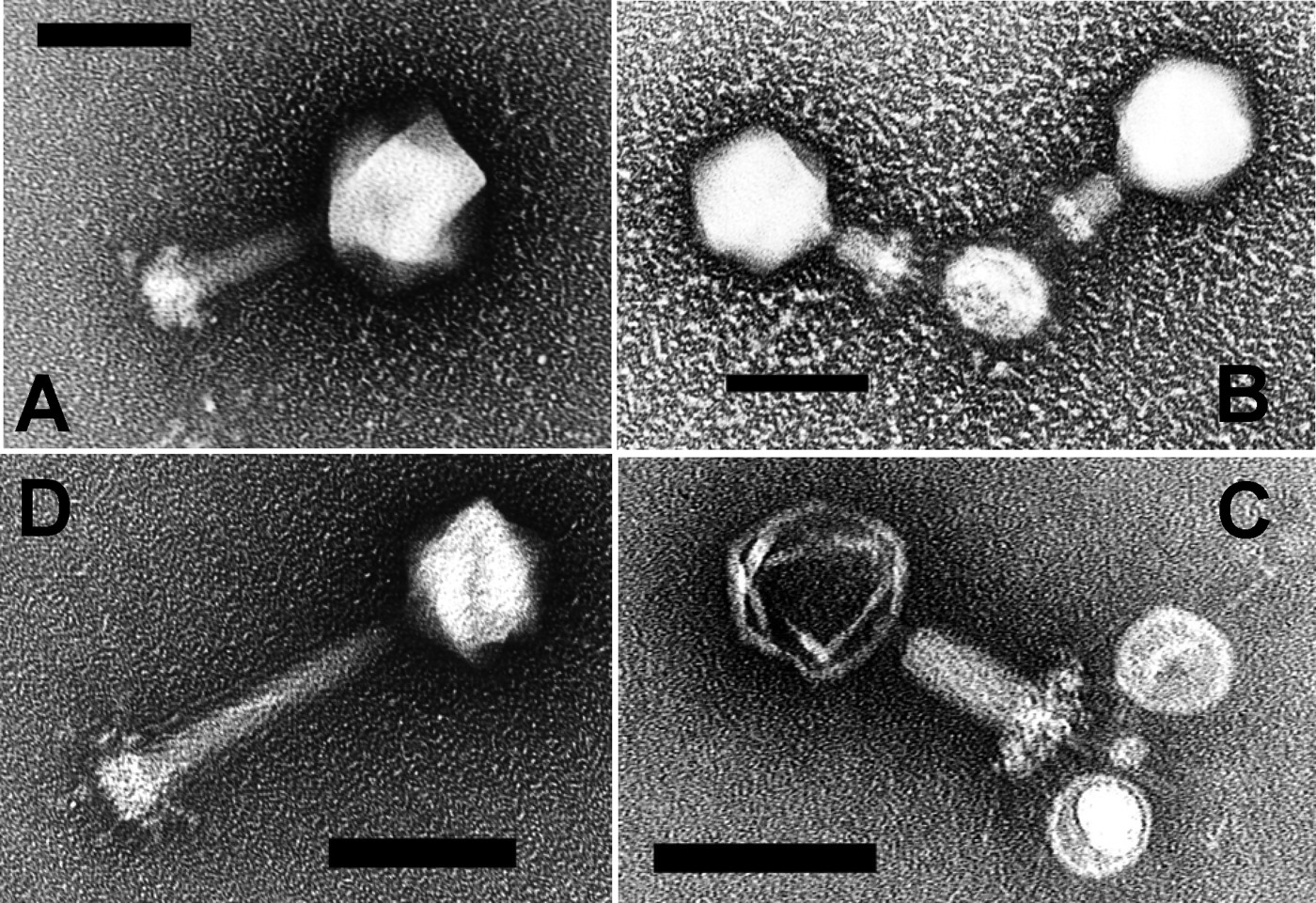
Электронная микроскопия цианофага Prochlorococcusmyovirus

Морски́е бактериофа́ги — вирусы, живущие в морских бактериях, например, цианобактериях. Их существование было определено с использованием методов электронной микроскопии и эпифлуоресцентной микроскопии образцов воды и последующим метагеномным обследованием невыращеваемых образцов вирусов. Хвостатые бактериофаги доминируют в морских сообществах по численности и разнообразию представителей. Однако известно, что вирусы, относящиеся к семействам Corticoviridae, Inoviridae и Microviridae также могут поражать морские бактерии. Согласно данным метагеномики, микровирусы (икосаэдрические оцДНК-фаги) лишь частично преобладают в водных средах.
Бактериофаги — вирусы, поражающие бактерии — были открыты в начале двадцатого столетия. В настоящее время учёные сходятся на том, что их важность в экосистемах, в частности, морских экосистемах, была недооценена.

## Морские фаги
Морские бактериофаги, похоже, являются наиболее многочисленной и разнообразной формой реплицирующихся молекул ДНК на планете. На миллилитр океанской воды приходится 5 × 107 фагов. HTVC010P поражает одну из самых распространённых морских бактерий, Pelagibacter ubique, из клады SAR11. Они могут глобально воздействовать на биохимические циклы, регулировать биологическое разнообразие микробов, круговорот углерода в морских пищевых цепях и играют важную роль в предотвращении чрезмерного повышения численности бактерий. Учёные исследуют возможное значение цианофагов для предотвращения и прекращения эвтрофикации.

## В донных отложениях
Морские бактериофаги составляют важную часть глубоководных экосистем. На один квадратный метр глубоководного морского дна приходится от 5 × 1012 до 1 × 1013 фагов, а их численность связана с численностью прокариот в донных отложениях. Они вызывают гибель почти 80% прокариот, обитающих в донных отложениях, и практически во всех случаях причиной гибели является лизис клеток. По этой причине бактериофаги играют важную роль в переводе питательных веществ из живущих организмов в разложенное органическое вещество и прочие продукты. Это объясняет высокий оборот питательных веществ на дне океана. Высвобождение питательных веществ из инфицированных бактерий вызывает рост неинфицированных бактерий, которые потом также становятся заражёнными бактериофагом. Из-за важности донных отложений в биохимических круговоротах морские бактериофаги влияют на круговороты углерода, азота и фосфора, однако то, как именно они оказывают своё воздействие, пока не ясно.

## Круговорот углерода
Морские вирусы могут играть важную роль в круговороте углерода, повышая эффективность биологических насосов. Лизис высвобождает нестабильные соединения, например, аминокислоты и нуклеиновые кислоты, которые быстро распадаются вблизи поверхности воды; однако более трудно распадающийся углеродсодержащий материал, как, например, входящий в клеточные стенки, вероятно, отправляется на дно океана. Поэтому материал, отправляемый вирусами на дно, более богат углеродом, чем тот, из чего он был получен. Это может повышать эффективность биологического насоса.